# جامعة الجزيرة
جامعة الجزيرة (بالإنجليزية: University of Gezira)‏ هي جامعة حكومية سودانية، وهي عضو في الاتحاد العالمي للجامعات واتحاد الجامعات العربية  واتحاد الجامعات الأفريقية واتحاد جامعات العالم الإسلامي واتحاد مجالس البحث العلمي العربي. من أشهر كلياتها كلية الطب، تقع في رئاستها في مدينة ود مدني حاضرة ولاية الجزيرة تأسست في 9 نوفمبر 1975، حَرصت جامعة الجزيرة وخلال عمرها القصير على تقوية الصلات العلمية بالجامعات والمؤسسات العلمية داخل البلاد وخارجها، ووقعت عدداً من الاتفاقيات الأكاديمية وبرامج التوأمة مع العديد من الجامعات والمنظمات العالمية والمؤسسات العلمية داخل السودان وخارجه، وخاصة في مجالات التدريب والتدريس والبحث العلمي وتبادل الخبرات. واكتسبت الجامعة سمعة حسنة في العديد من الأوساط الأكاديمية في الخارج، وحصلت الجامعة على جوائز عدة على صعيد الوطن العربي وأفريقيا.

## التاريخ
صدر قرار جمهوري بإنشائها في 9 نوفمبر 1975 ووقع الاختيار على منطقة الجزيرة لما لها من ثقل زراعي واقتصادي وتعليمي واجتماعي. بدأت الدراسة في العام 1978 بأربع كليات هي كلية العلوم الزراعية، وكلية الاقتصاد والتنمية الريفية، وكلية الطب والعلوم الصحية حالياً كلية الطب، وكلية العلوم والتكنولوجيا حالياً كلـية الهندسة والتكنولوجيا، تخرجت الدفعة الأولى في هذه الكليات في العام 1984 م.

## الكليات
وهي:
- الطب 1975 مجمع الرازي – ود مدني.
- الاقتصاد والتنمية الريفية 1975 -المدينة الجامعية – ود مدني.
- العلوم الزراعية 1975- المدينة الجامعية – ود مدني
- الهندسة والتكنولوجيا 1975-المدينة الجامعية – ود مدني
- التربية – حنتوب - 1985 - حنتوب – ود مدني.
- النسيج 1992- المدينة الجامعية – ود مدني.
- العلوم الرياضية والحاسوب 1993- مجمع الرازي – ود مدني
- الإنتاج الحيواني 1993- المناقل.
- الصيدلة 1994= مجمع الرازي – ود مدني.
- علوم الاتصال 1994 -فداسي - الحليماب.
- التربية – الحصاحيصا-1994.
- العلوم التربوية 1994- الكاملين.
- العلوم الصحية والبيئية 1994- الحوش.
- العلوم الطبية التطبيقية 1997 - مجمع الرازي – ود مدني.
- علوم المختبرات الطبية 1998 - مجمع الرازي – ود مدني.
- طب الأسنان 2001 - مجمع الرازي – ود مدني.
- الدراسات التنموية - 2008- الحديبة.
- تنمية المجتمع- ود مدني.

## جوائز نالتها
- جائزة البنك الإسلامي للتنمية للعلوم والتكنولوجيا بـ جدة كأفضل جامعة في خدمة مجتمعها في العالم العربي والعالم الإسلامي - المانح البنك الإسلامي للتنمية بـ جدة -التاريخ 2002 م الجامعات المنافسة 57 جامعة من دول منظمة المؤتمر الإسلامي.
- جائزة الشيخ حمدان بن راشد آل مكتوم للعلوم الطبية لكلية الطب جامعة الجزيرة كأفضل كلية طب في العالم العربي لعام 2002 م - المانح الشيخ حمدان بن راشد آل مكتوم للعلوم الطبية - التاريخ 2002 الجامعات المنافسة 32 جامعة عربية.
- جائزة المنظمة العربية للتنمية الزراعية للإبداع العلمي في المجال الزراعي - المانح المنظمة العربية للتنمية الزراعية للإبداع العلمي - التاريخ 2008 لــ[ أ.د أحمد محمد مصطفى الصديق. أ.د الفاضل عبد الرحمن بابكر] من جامعة الجزيرة - هيئة البحوث الزراعية - ود مدني [7]
- أفضل خريج في كليات الزراعة في شرق ووسط أفريقيا - المانح منظمة البحوث الزراعية في منطقة شرق ووسط أفريقيا ASARECA - التاريخ 2002 - الجامعات المنافسة 10 دول من شرق ووسط أفريقيا - الطالب محمد حامد مكي الدفعة 21 .[8]
- أربع ميداليات ذهبية في البحث العلمي والإبداع - المانح جامعة بوترا ماليزيا في ماليزيا UPM في 2002 - [9] الحائزون على الميداليات:

شعار الجامعة

1. د. خالد الطاهر محمد عثمان.
2. د. خالد عثمان عبد الله.
3. د. محمد الواثق سعيد ميرغني.
4. د. الطاهر صديق على.

### جوائز تقلدتها كلية الطب جامعة الجزيرة
تعد كلية الطب جامعة الجزيرة من أفضل كليات الطب في الوطن العربي وأفريقيا، طبقت نظام الكورسات الأمريكي بشكل ممتاز حيت حازت علي:
- جائزة الشيخ حمدان بن راشد آل مكتوم للعلوم الطبية، لكلية الطب بـ جامعة الجزيرة بصفتها أفضل كلية طب في الوطن العربي للعام 2002 م.

## اتفاقيات التعاون البحثي والعلمي
شملت الأمم المتحدة بمؤسساتها المختلفة والمؤسسات الدولية الخاصة (مثل مؤسسة فورد) والمعاهد البحثية والمراكز في كل من فرنسا، أوغندا، كينيا، سوريا، نيجيريا، تركيا، ماليزيا، وإندونيسيا، وبلغ عدد الجامعات العالمية ذات التعاون البحثي مع جامعة الجزيرة أكثر من 30 جامعة في العالم، وأُنشئت عمادة مختصة بالبحث العلمي تُعنى على الوقوف على معينات البحث العلمي ونشر البحوث العلمية للأستاذ الجامعي والباحثين على مختلف تخصصاتهم.

## مبادرات جامعة الجزيرة
وهي:
- مبادرة جامعة الجزيرة – الامومة والطفولة الآمنة ولاية الجزيرة 2005 - 2010 .
- مبادرة جامعة الجزيرة - للاكتشاف المبكر والتأهيل للصمم في الأطفال 2007 .
- مبادرة جامعة الجزيرة لمكافحة العمى بولاية الجزيرة 2007 .

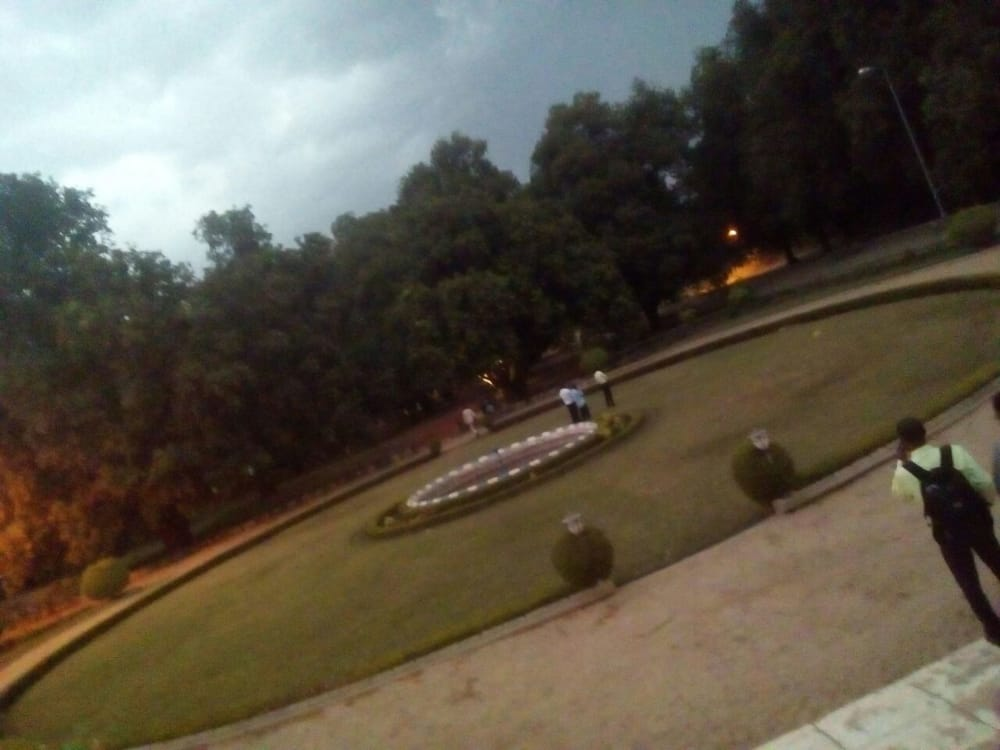
باحة معهد اسلام المعرفة

- مبادرة جامعة الجزيرة لحصـــــاد المياه 2009 .
- مبادرة جامعة الجزيرة لمكافحة سرطان الثدي 2008 .
- مبادرة جامعة الجزيرة لمكافحة التصحر 2008 .

## معاهد
وهي:
- المعهد القومي للسرطان 1989 - ود مدني.
- معهد إسلام المعرفة 1990- حنتوب – ود مدني.
- المعهد القومي لبحوث تصنيع الحبوب الزيتية 1994 مجمع الرازي – ود مدني.
- المعهد القومي لتنمية الصادرات البستانية 1994 المدينة الجامعية – ود مدني.
- معهد السُكّر 1994 المدينة الجامعية – ود مدني
- معهد إدارة المياه والري 1995 مجمع الرازي – ود مدني
- المعهد القومي لدراسات الصحراء 2003 الدبة – الولاية الشمالية السودان.
- المعهد القومي لبحوث الرحل 2004 المدينة الجامعية – ود مدني.
- معهد النيل الأزرق القومي للأمراض السارية 2006 - ود مدني.

## المراكز البحثية والمتخصصة
وهي:
- مركز تطوير التعليم الطبي والبحوث 1978 -الطب.
- مركز الرعاية الصحية الأولية والتثقيف الصحي 1985 - الطب.
- مركز الدراسات السكانية 1980-الاقتصاد والتنمية الريفية.
- مركز التدريب والمعلومات 1985 - الاقتصاد والتنمية الريفية.
- مركز أمراض النبات 1994- العلوم الزراعية.
- مركز أبحاث المحاصيل المطرية- 1999 -العلوم الزراعية.
- مركز أبحاث الماعز - 1999 - العلوم الزراعية.
- مركز العلوم والتقنية البيولوجية - 1992 - الهندسة والتكنولوجيا.
- مركز تنمية الصناعات الصغيرة - 1992 - الهندسة والتكنولوجيا .
- مركز تكنولوجيا الجلود	1996 - الهندسة والتكنولوجيا	.
- مركز محمود شريف للتقنية - 2007 - الهندسة والتكنولوجيا.
- مركز البحوث والدراسات التربوية	1999 - التربية حنتوب.
- مركز الإرشاد والتنمية الريفية	-2001 -الإنتاج الحيواني.
- مركز السرطان للبحوث والتدريب لأفريقيا - 2003 - المعهد القومي للسرطان.
- مركز مهاتير محمد لبحوث نخيل الزيت - 2005 -	المعهد القومي لبحوث تصنيع الحبوب الزيتية.
- المركز الإسلامي لبحوث ودراسات التنمية المستدامة 2008 معهد إسلام المعرفة.
- مركز الألياف والورق وإعادة التدوير 2009	النسيج
- مركز تكنولوجيا الطاقة المتجددة	2010 -الهندسة والتكنولوجيا	.
- المركز القرآني 	2005 المراكز التي تتبع لمدير الجامعة 	فداسي، المدينة الجامعية.
- مركز تطوير التعليم الجامعي 2006 المراكز التي تتبع لمدير الجامعة مجمع الرازي – ود مدني.

## الإسهامات التنموية
1. المساهمة في المشروعات التنموية.
2. عضوية المجالس المهنية المتخصصة.
3. العضوية في المؤسسات والمنظمات المحلية والإقليمية والعالمية.
4. الأنشطة الاستشارية.
5. المساهمة في إنشاء كليات ومراكز بجامعات أخرى.
6. المساهمة في صياغة مناهج دراسية بجامعات أخرى.
7. المساهمة في تنفيذ برامج دراسية بجامعات أخرى.
8. أسهمت الجامعة في إنفاذ أكثر من 200 مشروع في المجالات الاقتصادية، الاجتماعية، السياسية، الإدارية، الثقافية، الدينية، الطبية، الهندسية، التربوية، الزراعية، الصناعية، العسكرية … إلى آخر المشاريع التي كان لها أكبر الأثر في دفع عجلة التنمية في البلاد.

## جوائز التفوق العلمي التي تمنحها للطلاب
- اهتمت جامعة الجزيرة بتكريم طلابها المتفوقين وتشجيعهم، وتمنح الجامعة الجوائز التالية للمتفوقين منهم:[11]

جائزة مجلس الأساتذة للتفوق العلمي للطلاب الذين أحرزوا معدل فصلي (4.00)، وجوائز جامعة الجزيرة التقديرية لأعلى معدل تراكمي للخــريجين في كل كليات الجامعة، وجوائز الكليات الأفضل أداء أكاديمي للــخريجين بالدفعات في كل تخصص من التخصصات التي تمنحها الكلية، وجائزة كلية الطب للطالب الذي يحصل على أعلى معدل تراكمي في الفصل الدراسي السابع، وجوائز كلية الطب للطلاب الذين يحصلون على أعلى درجات في المقررات السريرية، مقررات «الطب الباطن، والنساء والتوليد، وطب الأطفال، والجراحة وطب المجتمع» (خمس جوائز من كلية الطب في كل فصل دراسي من الفصول الدراسية (10,9,8).
وهنالك جائزتان من عمادة شؤون الطلاب تمنحان سنوياً أحداهما للطالب المتفوق في النشاط الرياضي والأخرى للمتفوق في النشاط الثقافي. وتحتفل الكليات في نهاية كل فصل دراسي بطلاب قائمة الشرف الذين أحرزوا معدل فصلي أكبر من (3.50) كما يتم تكريم الطلاب الذين أحرزوا معدل فصلي (4.00) لثلاثة فصول دراسية متتالية بواسطة الجامعة والكلية، ويعفي طلاب القبول العام الحاصلين على معدل فصلي (4.00) لثلاثة فصول متتالية من المصروفات الدراسية. كما يعفي الطلاب المقبولين علي النفقة الخاصة والذين حصلوا علي معدل فصلي (4.00) لثلاثة فصول دراسية متتالية من (50%) من المصروفات الدراسية.

## الغرض من إنشاءها
- جاء في كتاب الجامعة التعريفي الأول عن أسباب ومبررات إنشاء جامعة الجزيرة ما يلي: "" إن رسالة الجامعات هي في حقيقتها رسالة الإنسان الذي كلفه الله سبحانه وتعالي بها ليكون خليفته في الأرض، يسعى وراء العلم والمعرفة، ويكشف أسرار الطبيعة، ويقوم باستثمار الطاقات التي سخرها الله له وينهض لعمارة الكون، ويشيد الحضارة الإنسانية بكافة أبعادها، ويقيم موازين القسط، ويدعم القيم الروحية الأصيلة، ويرفع كلمة الحق والرخاء ويقضى علي الباطل والفساد، ويبنى العقل والضمير الإنساني، وينمي الخبرات والمهارات ويثريها، ويصقل الملكات والمواهب، ويتحقق ذلك كله من خلال التعاون البناء بينه وبين بني جنسه في جو من الإخاء والمحبة والإخلاص "".[12]
- أنشئت جامعة الجزيرة بغرض خدمة المجتمع وربط التعليم بمتطلبات التنمية وجعله أكثر التصاقاً وارتباطاً بالواقع واحتياجات الإنسان والبيئة. ويبدو هذا جلياً من مضمون الرسالة التعليمية التي أوكلت إليها والتي حددت وظيفتها في «أن تقوم بدراسة البيئة السودانية وبوجه خاص البيئة الريفية، للتعرف علي قضاياها وإجراء البحوث حولها» وبهذا المفهوم بدأت جامعة الجزيرة مسيرتها متلمسةً مشكلات مجتمعها، تدريباً للكوادر المهنية القادرة على حُسن استثمار إمكانات الريف السوداني وتوسيعاً لعلوم الصناعة ومهاراتها اللازمة لترقية وتنمية الزراعة، وإجراءً للبحوث العلمية والتطبيقية لتوظيف التكنولوجيا لخدمة قضايا التنمية، وتدريساً لعلوم الطب بتركيز خاص على البيئة الريفية السودانية.

## تطورها
- على مدى العقود الماضية من عمرها تطورت الجامعة تطوراً واضحاً، فارتفع عدد كلياتها إلي إحدى وعشرين كلية انتشرت في كل محليات ولاية الجزيرة مع إضافة كلية المجتمع وزاد عدد المعاهد البحثية إلى تسعة في مختلف التخصصات العلمية والإنسانية وأنشئت المراكز البحثية المتخصصة وعمت فروع كليات المجتمع كل محليات الولاية.
- تنتشر جامعة الجزيرة حالياً في ثلاثة عشر مجمعاً منها ثلاثة مجمعات بمدينة واد مدني وعشرة مجمعات خارج مدينة ود مدني.
- زادت أعداد طلاب جامعة الجزيرة حتى وصلت حالياً إلي عدد (20148) طالباً على مستوي البكالوريوس و (2929) طالباً على مستوى الدبلوم الوسيط و (3622) طالباً في برامج الدراسات العليا وتزامن مع هذا تطوير البنية التحتية للكليات والمعاهد وتجهيز القاعات الدراسية والمختبرات العلمية بأحدث الأجهزة لمواكبة التطورات العلمية المتسارعة، وزيادة كبيرة في عدد أعضاء هيئة التدريس ومساعديهم والأطر المساعدة والعاملين بفئاتهم المختلفة. ودعمت الجامعة تطورها بإنشاء العديد من الإدارات المتخصصة مثل إدارة البيئة وذلك لتهيئة البيئة الجامعية بالصورة المثلى لتتمكن الجامعة من أداء رسالتها، وإدارة المعلوماتية بهدف توفير وسائط المعلومات للأساتذة والطلاب والعاملين بالجامعة وذلك من أجل استغلال ثقافة المعلومات في العملية التعليمية، وإدارة التعريب والتأليف والنشر لنشر ثقافة التعريب في الجامعة وتشجيع أعضاء هيئة التدريس على تعريب المناهج والترجمة.
- لقد كانت جامعة الجزيرة من أوائل الجامعات في السودان التي بدأ التعريب في جميع كلياتها في العام الدراسي 1990- 1991 ابتداءً من الدفعة الثالثة عشرة وشاركت الجامعة في إصدار العديد من المعاجم للتغلب على مشكلة المصطلح العلمي ووفرت العديد من الكتب التي أُلّفت باللغة العربية في مختلف العلوم من البلدان العربية الشقيقة. وشجعت الجامعة الكليات والمعاهد لقيام الندوات وورش العمل لتعريب المناهج وقامت برصد الحوافز للأساتذة وتحملت نفقات طباعة الكتب لتوفير المرجع العربي حتى بلغ عدد الكتب المؤلفة حالياً بواسطة أساتذة جامعة الجزيرة في مختلف التخصصات تحت إشراف إدارة التعريب والتأليف والنشر ما يربو على 80 كتاباً.

## وصلات خارجية ومصادر
- الموقع الرسمي لجامعة الجزيرة
- عمادة شؤون الطلاب في جامعة الجزيرة
- موقع أعضاء هيئة التدريس - جامعة الجزيرة
- جامعة الجزيرة موقع الخريجون
- الموقع الرسمي لكلية الطب جامعة الجزيرة
- مجلات علمية تقدمها الجامعة
- الرسائل العلمية والاطروحات - جامعة الجزيرة
- جائزة الشيخ حمدان بن راشد آل مكتوم: كلية الطب جامعة الجزيرة -السودان
- University Putra Malaysia